# William Pole (4e baronnet)
William Pole, 4e baronnet (1678-17 décembre 1741), de Colcombe Castle, près de Colyton et Shute, près de Honiton, Devon est un propriétaire britannique et homme politique conservateur qui siège à la Chambre des communes anglaise et britannique entre 1701 et 1734. 

## Biographie

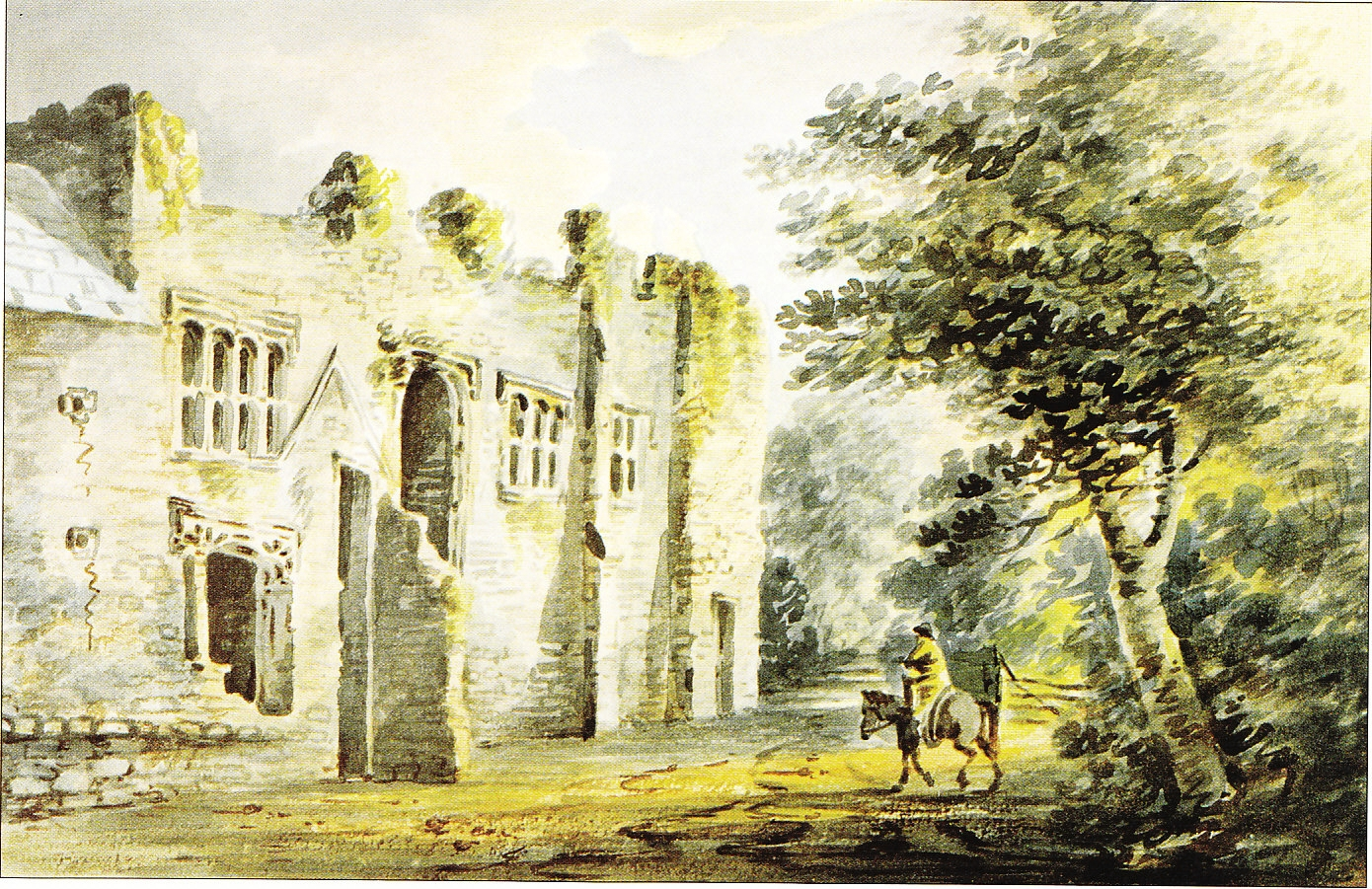
Aquarelle du château de Colcombe, 1795

Il est le fils aîné de John Pole, 3e baronnet, député et Anne Morice, fille de William Morice, député. Il s'inscrit au New College d'Oxford le 7 juillet 1696, à l'âge de 18 ans. Il succède à son père en 1708. 
À la deuxième élection générale de 1701, Pole est élu sans opposition en tant que député conservateur de Newport. Le 26 février 1702, il appuie la motion entamant les procédures des Communes pour destituer les ministres Whig. Il est réélu député de Camelford lors d'une élection partielle le 17 janvier 1704 et devient un membre très actif, jouant souvent le rôle de scrutateur pour les conservateurs. Il vote pour le virement de bord en 1704. Aux Élections générales anglaises de 1705, il conserve son siège à Camelford et vote contre le candidat à la présidence de la Cour le 25 octobre 1705. Aux Élections générales britanniques de 1708 il est de nouveau réélu sans opposition pour Newport. Il est moins actif au Parlement et devient membre fondateur du «Conseil des Frères» conservateur. Il vote contre la destitution du Dr Sacheverell. Aux Élections générales britanniques de 1710 il est réélu député de Devon. Il est nommé maître de la maison en 1712 mais perd l'élection partielle qui en résulte le 22 juillet 1712. Il est réélu sans opposition pour Bossiney aux élections générales britanniques de 1713. À l’arrivée de George Ier en 1714, il perd son poste à la Maison. 
Il est élu député d'Honiton lors d'une élection partielle le 17 mars 1716 et est réélu lors d'un scrutin aux élections générales britanniques de 1722, date à laquelle il est également réélu pour Newport. Il est battu à Honiton lors des élections générales britanniques de 1727 mais est déclaré élu après une requête le 15 mars 1731. Il ne se représente pas en 1734. Il vote contre l'administration. 
Il épouse Elizabeth Warry, fille de Robert Warry de Shute, dans le Devon, «bien des années» avant de faire son testament en 1733, dans lequel il recommande et demande que son fils ne se présente jamais au Parlement. Il meurt de «goutte à l'estomac» le 31 décembre 1741. Son fils, John, lui succède et a également une fille. 